# مقاطعة سوليفان (نيويورك)
مقاطعة سوليفان (بالإنجليزية: Sullivan County)‏ هي إحدى المقاطعات في ولاية نيويورك في الولايات المتحدة الأمريكية.

## أعلام
- جون ك. رايس
- سانفورد كريستي بارنوم